# Giovanni Battista Bada
Giovanni Battista Bada (Portobuffolé, seconda metà del XVIII secolo – Venezia, dopo il 1818) è stato un letterato italiano che scrisse in vernacolo veneziano.

## Biografia
Si cimentò inizialmente negli studi matematici (pubblicò il trattato Aritmetica pratica, non pervenutoci). A partire dal 1785 si dedicò alla letteratura con l'edizione del Novo Schieson Trevisan, un almanacco redatto in chiave satirica che proseguiva lo Schieson Trevisan di Giovanni Pozzobon (1744). Il genere degli almanacchi in vernacolo, iniziato, pare, già nel Seicento, godeva allora di grandissimo successo.
Nel 1788 diede alle stampe lo Scaramuzza, poema piacevole in vernacol familiar veneziano. Si tratta di un poema in ottave articolato in dieci canti nel quale si raccontano le vicende dell'attore Tiberio Fiorilli, offrendo uno spaccato della vita e dei costumi del tempo. Compose altre due poemetti di cui non resta nulla (El Piovan Arloto e L'Aseno d'oro), mentre si conservano la farsa Le nozze a Campalto o l'Equivoco fortunato (1800) e il Ditirambo in funere recità in un pranzo della Compagnia (1814). Non abbandonò comunque gli studi scientifici, come dimostra la collaborazione nell'opera Alla Municipalità Provisoria di Venezia li citadini publici matematici, tenenti architetti civili della Guardia Nazionale, Esposizione circa alla regolazione dei fiumi (1817).
Il lavoro più importante del Bada sono però le Favole d'Esopo scritte in rima nel vernacol familiar veneziano (1816). Da quest'opera si può notare che il Bada è un letterato piuttosto modesto (le favole non sono altro che variazioni di quelle classiche in cui viene ripetuta monotonamente una morale piccolo-borghese), mentre più interessanti sono le sue rappresentazioni di vita popolana, specialmente per quanto riguarda le figure femminili.